# أليكساندر إندومبو
أليكساندر إندومبو (بالفرنسية: Alexander N'Doumbou)‏ (مواليد 4 يناير 1992) هو لاعب كرة قدم غابوني من أصول صينية. يلعب حاليًا لصالح نادي أولمبيك مارسيليا الفرنسي.

## إحصائيات

### النادي
(تحديث 18 يونيو 2012) 
| النادي           | الموسم        | الدوري | الدوري  | الكأس  | الكأس   | أوروبا | أوروبا  | المجموع | المجموع |
| النادي           | الموسم        | الظهور | الأهداف | الظهور | الأهداف | الظهور | الأهداف | الظهور  | الأهداف |
| ---------------- | ------------- | ------ | ------- | ------ | ------- | ------ | ------- | ------- | ------- |
| أولمبيك مارسيليا | 2009–10       | 0      | 0       | 2      | 0       | 0      | 0       | 2       | 0       |
| أولمبيك مارسيليا | 2010–11       | 0      | 0       | 0      | 0       | 0      | 0       | 0       | 0       |
| المجموع          | المجموع       | 0      | 0       | 2      | 0       | 0      | 0       | 2       | 0       |
| أورليانز         | 2011–12       | 21     | 3       | 0      | 0       | —      | —       | 21      | 3       |
| المجموع          | المجموع       | 21     | 3       | 0      | 0       | 0      | 0       | 21      | 3       |
| المجموع الكلي    | المجموع الكلي | 21     | 3       | 2      | 0       | 0      | 0       | 23      | 3       |

### المنتخب
(تحديث 14 يونيو 2012)
| المنتخب | الموسم  | الظهور | الأهداف |
| ------- | ------- | ------ | ------- |
| الغابون | 2011–12 | 3      | 0       |
| المجموع | المجموع | 3      | 0       |

== ملاحظات ==
1. ↑  يتضمن كأس فرنسا، كأس الدوري الفرنسي، كأس الأبطال الفرنسي
2. ↑  يتضمن كأس السوبر الأوروبي

## روابط خارجية
- أليكساندر إندومبو على موقع الاتحاد الأوربي (الإنجليزية)
- أليكساندر إندومبو على موقع رابطة كرة القدم الفرنسية للمحترفين (الإنجليزية)
- أليكساندر إندومبو على موقع قاعدة بيانات كرة القدم.إي يو (الإنجليزية)
- أليكساندر إندومبو على موقع ليكيب (الفرنسية)
- أليكساندر إندومبو على موقع ناشيونال فوتبول تيمز (الإنجليزية)
- أليكساندر إندومبو على موقع Soccerway.com (الإنجليزية)
- أليكساندر إندومبو على موقع أوليمبيديا (الإنجليزية)
- أليكساندر إندومبو على موقع AS.com (الإسبانية)

- صفحة اللاعب على موقع نادي مارسيليا